# Mancomunitat de Costera de Ranes
La Mancomunitat de Costera de Ranes és una mancomunitat de municipis de la comarca valenciana de la Costera. Aglomera 5 municipis i 1.960 habitants, en una extensió de 13,20 km². Actualment (2007) la mancomunitat és presidida per Vicente Sanchis Bonete, del Partit Popular i regidor de l'ajuntament de Llanera de Ranes.
Les seues competències són:
- Aigües potables
- Centre de Formació Professional
- Extinció d'incendis
- Neteja viaria i recollida de fem

Els pobles que formen la mancomunitat són:
- Cerdà
- la Granja de la Costera
- Llanera de Ranes
- Torrella
- Vallés